# هیئت معاونت سازمان ملل متحد در افغانستان
هیئت معاونت سازمان ملل متحد در افغانستان (به انگلیسی: United Nations Assistance Mission in Afghanistan)، اختصاراً یوناما، مجموعه و ائتلاف سیاسی است که در سال ۲۰۰۲ از طرف شورای امنیت به درخواست دولت افغانستان، شکل گرفت.
هدف این مجموعه کمک به دولت و مردم افغانستان برای تثبیت صلح پایدار در این کشور است.
این مأموریت که سالانه مورد بازنگری قرار می گیرد، به مرور زمان تغییر کرده است تا نیازهای کشور را منعکس کند و در 17 مارس 2022، توسط قطعنامه 2626 (2022) شورای امنیت سازمان ملل برای یک سال تمدید شد .
قطعنامه 2626 (2022) از یوناما و نماینده ویژه دبیر کل می خواهد که در چارچوب وظایف خود، به رهبری و هماهنگی تلاش های غیرنظامی بین المللی ادامه دهند.
شورای امنیت همچنین تصدیق کرد که مأموریت تجدید شده یوناما با قطعنامه‌های 1662 (2006), 1746 (2007), 1806 (2008), 1868 (2009), 1917 (2010), 1974 (2011), 2041 (2012), 2096 (2013), 2145 (2014), 2210 (2015), 2274 (2016), 2344 (2017), 2405 (2018), 2460 (2019), 2489 (2019), 2543 (2020), 2596 (2021).
سازمان ملل متحد از سال 1946 که افغانستان به مجمع عمومی پیوست، در منطقه مشارکت داشته است و آژانس هایی از قبیل  یونیسف از سال 1949 در افغانستان فعالیت می کنند.

## تاریخچه
اعضای شورای امنیت ملل متحد قطعنامه ۲۰۹۶ را به تاریخ ۱۹ مارس ۲۰۱۳ به اتفاق آرا به تصویب رساندند که طی آن مأموریت یوناما تا مارس ۲۰۱۴ تمدید شد.

## اهداف
این ارگان ۱۵ عضوی از برنامه اصلاحات دولت افغانستان تحت عنوان «به سوی خود کفایی: تعهد برای اصلاحات و تجدید همکاری» استقبال نمود که در آن، به هدف بهبود امنیت و ثبات سیاسی، پایداری اقتصادی، توسعه حکومتداری خوب، ترویج حاکمیت قانون و رعایت حقوق بشر بخصوص در ارتباط به حقوق زنان و دختران اولویت‌های استراتیژیک پالیسی برای افغانستان برای دهه تحول را مشخص شده‌است.

## توسعه و کمک های بشردوستانه[۷]
رکن توسعه توسط رامیز الاکباروف، معاون نماینده ویژه با تمرکز بر توسعه و کمک های بشردوستانه رهبری می شود.
ستون انکشافی یوناما در خدمت یکپارچه سازی بیشتر تلاش های انکشافی در افغانستان ، به ویژه در زمینه ظرفیت سازی و هماهنگی کمک های بشردوستانه از سوی نهادهای بین المللی است. الکباروف همچنین هماهنگ کننده مقیم سازمان ملل متحد برای افغانستان است که مسئول هماهنگی کار تیم کشوری سازمان ملل است.
UNCT در افغانستان شامل 20 آژانس، صندوق و برنامه با دفاتر در افغانستان است:
- FAO (سازمان خواربار و کشاورزی))
- IFAD (صندوق بین المللی توسعه کشاورزی)
- ILO (سازمان بین المللی کار)
- IOM  (سازمان بین المللی مهاجرت)
- OCHA(دفتر هماهنگی امور بشردوستانه سازمان ملل)
- OHCHR*  (دفتر کمیساریای عالی حقوق بشر)
- UN WOMEN (صندوق توسعه ملل متحد برای زنان)
- UNAIDS (برنامه سازمان ملل متحد در مورد اچ آی وی/ایدز)
- UNDP (برنامه توسعه ملل متحد)
- یونسکو سازمان آموزشی، علمی و فرهنگی ملل متحد)
- UNFPA (صندوق جمعیت ملل متحد)
- UN-HABITAT (مرکز ملل متحد برای اسکان بشر))
- UNHCR (کمیسیون عالی سازمان ملل متحد برای پناهندگان)
- یونسف (صندوق کودکان سازمان ملل متحد)
- یونیدو  (سازمان توسعه صنعتی ملل متحد)
- یونیتار (موسسه آموزش و تحقیقات سازمان ملل متحد)
- UNMAS (سرویس مین زدایی سازمان ملل متحد)
- UNODC د(فتر مبارزه با مواد مخدر و جرم سازمان ملل متحد)
- UNOPS  (دفتر سازمان ملل برای خدمات پروژه)
- WFP (برنامه جهانی غذا)
- WHO(سازمان بهداشت جهانی)

*OHCHR با یوناما ادغام شده و تحت هدایت SRSG کار می کند

## پانوش‌ها
1. ↑  United Nations Security Council &#32;Resolution&#32; 1401.&#32; S/RES/1401(2002)&#32; 28 March 2008.&#32; Retrieved 2008-04-09.
2. 1 2  «نسخه آرشیو شده». بایگانی‌شده از اصلی در ۷ نوامبر ۲۰۱۵. دریافت‌شده در ۲ دسامبر ۲۰۱۵.
3. ↑  "United Nations Assistance Mission in Afghanistan". YNAMA.
4. ↑  «نسخه آرشیو شده». بایگانی‌شده از اصلی در ۸ دسامبر ۲۰۱۵. دریافت‌شده در ۲ دسامبر ۲۰۱۵.
5. ↑  «نسخه آرشیو شده» (PDF). بایگانی‌شده از اصلی (PDF) در ۸ دسامبر ۲۰۱۵. دریافت‌شده در ۶ دسامبر ۲۰۱۵.
6. ↑  YNAMA. "United Nations Assistance Mission in Afghanistan". Archived from the original on 8 December 2015. Retrieved 6 December 2015.
7. ↑  "United Nations Assistance Mission in Afghanistan". Wikipedia (به انگلیسی). 2022-06-26.